# بولنت اورتاچگیل

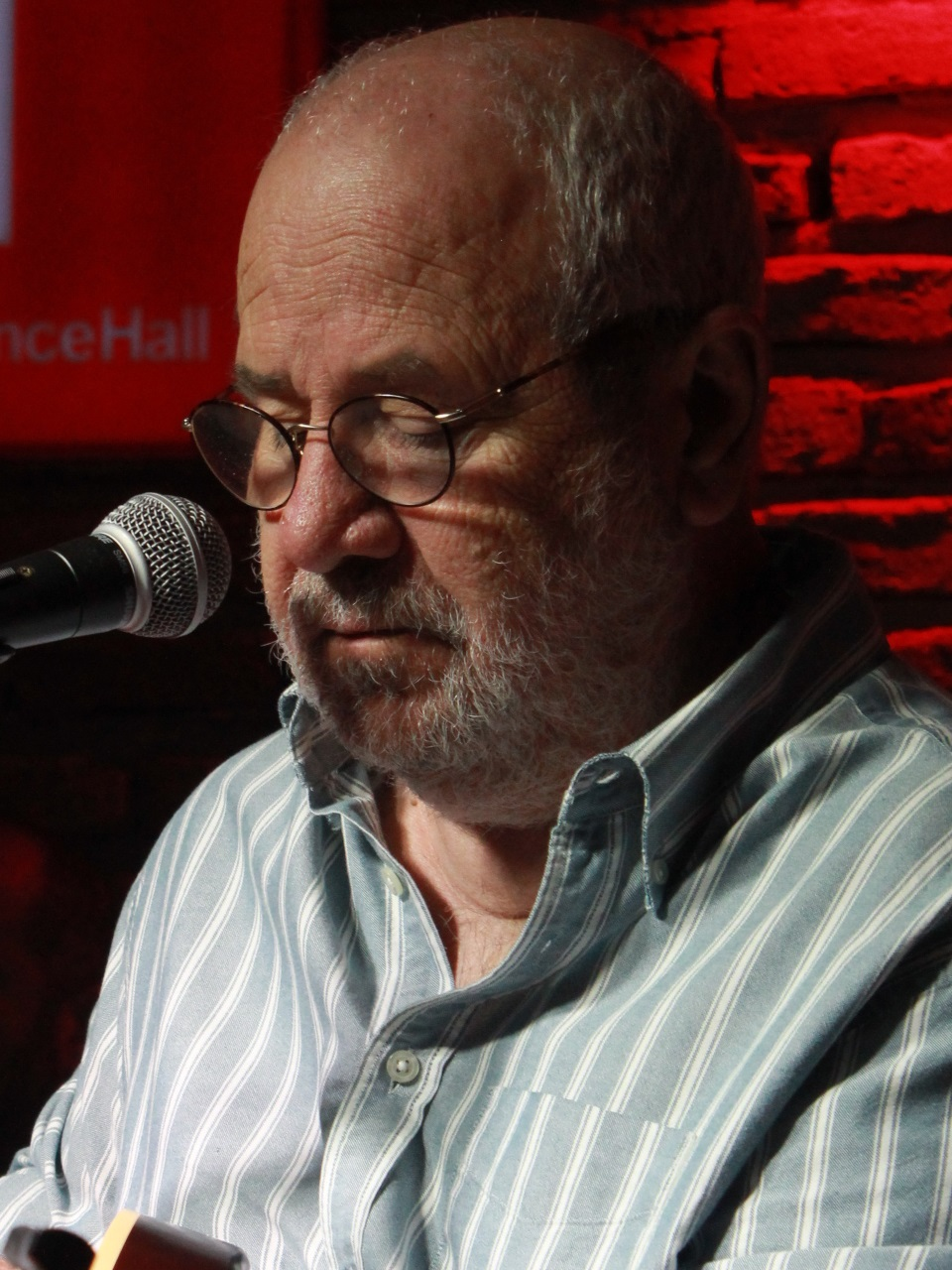
نگارهٔ بولنت اورتاچگیل، آهنگساز اهل ترکیه - ۲۰۱۵

بولنت اورتاچگیل (به ترکی استانبولی: Bülent Ortaçgil) متولد ۱ مارس ۱۹۵۰، آهنگساز و خواننده اهل ترکیه است.

## آلبوم‌ها
- ۱۹۷۴ - Benimle Oynar Mısın? (با من می‌رقصی؟)
- ۱۹۸۴ - Rüzgara Söylenen Şarkılar (ترانه‌هایی برای باد)
- ۱۹۸۵ - Biz Şarkılarımızı... (ما ترانه‌هایمان را ...)
- ۱۹۸۶ - Pencere Önü Çiçeği (گل پشت پنجره)
- ۱۹۹۰ - ۲. Perde (۲ پرده)
- ۱۹۹۱ - Oyuna Devam (ادامهٔ بازی)
- ۱۹۹۴ - Bu Şarkılar Adam Olmaz (این ترانه‌ها آدم نمی‌شوند)
- ۱۹۹۸ - Light
- ۱۹۹۹ - Eski Defterler (دفترهای قدیمی)
- ۲۰۰۰ - Şarkılar Bir Oyundur (tribute album) (ترانه‌ها یک بازی هستند)
- ۲۰۰۳ - Gece Yalanları (دروغ‌های شبانه)